# Temporada 1992-93 de los Sacramento Kings
La temporada 1992-93 fue la octava de los Kings en la NBA en su ubicación en Sacramento, California, y la cuadragésimo quinta en la liga, tras jugar las últimas trece en Kansas City. La temporada regular acabó con 25 victorias y 57 derrotas, ocupando el undécimo puesto de la Conferencia Oeste, no logrando clasificarse para los playoffs.

## Elecciones en elDraft
| Ronda | Puesto | Jugador       | Posición | Nacionalidad   | Universidad    |
| ----- | ------ | ------------- | -------- | -------------- | -------------- |
| 1     | 7      | Walt Williams | Alero    | Estados Unidos | Maryland       |
| 2     | 54     | Brett Roberts | Alero    | Estados Unidos | Morehead State |

## Temporada regular
| División Pacífico        | División Pacífico | División Pacífico | División Pacífico | División Pacífico | División Pacífico | División Pacífico | División Pacífico | División Pacífico |
| Equipo                   | G                 | P                 | %                 | PD                | Casa              | Fuera             | Div               |                   |
| ------------------------ | ----------------- | ----------------- | ----------------- | ----------------- | ----------------- | ----------------- | ----------------- | ----------------- |
| y-Phoenix Suns           | 62                | 20                | .756              | —                 | 35–6              | 27–14             | 21–9              |                   |
| x-Seattle SuperSonics    | 55                | 27                | .671              | 7                 | 33–8              | 22–19             | 22–8              |                   |
| x-Portland Trail Blazers | 51                | 31                | .622              | 11                | 30–11             | 21–20             | 19–11             |                   |
| x-Los Angeles Clippers   | 41                | 41                | .500              | 21                | 27–14             | 14–27             | 15–15             |                   |
| x-Los Angeles Lakers     | 39                | 43                | .476              | 23                | 20–21             | 19–22             | 13–17             |                   |
| Golden State Warriors    | 34                | 48                | .415              | 28                | 19–22             | 15–26             | 9–21              |                   |
| Sacramento Kings         | 25                | 57                | .305              | 37                | 16–25             | 9–32              | 6–24              |                   |

## Estadísticas

### Temporada regular
| Rk | Jugador        | Edad | P  | PT | MP   | TC  | TCI  | %TC  | T3  | T3I | %T3  | TL  | TLI | %TL  | RO  | RD  | RT  | AS  | RB  | TAP | BP  | FP  | PTS  |
| -- | -------------- | ---- | -- | -- | ---- | --- | ---- | ---- | --- | --- | ---- | --- | --- | ---- | --- | --- | --- | --- | --- | --- | --- | --- | ---- |
| 1  | Mitch Richmond | 27   | 45 | 45 | 38.4 | 8.2 | 17.4 | .474 | 1.1 | 2.9 | .369 | 4.4 | 5.2 | .845 | 0.4 | 3.0 | 3.4 | 4.9 | 1.2 | 0.2 | 2.9 | 3.0 | 21.9 |
| 2  | Lionel Simmons | 24   | 69 | 68 | 36.3 | 6.8 | 15.3 | .444 | 0.0 | 0.2 | .091 | 4.3 | 5.3 | .819 | 2.3 | 4.9 | 7.2 | 4.5 | 1.4 | 0.6 | 2.8 | 2.9 | 17.9 |
| 3  | Spud Webb      | 29   | 69 | 68 | 33.8 | 5.0 | 11.4 | .433 | 0.5 | 2.0 | .274 | 4.0 | 4.8 | .851 | 0.6 | 2.2 | 2.8 | 7.0 | 1.5 | 0.1 | 2.8 | 2.6 | 14.5 |
| 4  | Wayman Tisdale | 28   | 76 | 75 | 30.0 | 7.2 | 14.1 | .509 | 0.0 | 0.0 | .000 | 2.3 | 3.0 | .758 | 1.7 | 4.9 | 6.6 | 1.4 | 0.7 | 0.6 | 1.5 | 3.6 | 16.6 |
| 5  | Walt Williams  | 22   | 59 | 26 | 28.4 | 6.1 | 13.9 | .435 | 1.0 | 3.2 | .319 | 3.8 | 5.1 | .742 | 1.9 | 2.5 | 4.5 | 3.0 | 1.1 | 0.5 | 3.0 | 3.5 | 17.0 |
| 6  | Anthony Bonner | 24   | 70 | 35 | 25.2 | 3.3 | 7.1  | .461 | 0.0 | 0.1 | .000 | 2.0 | 3.4 | .593 | 2.7 | 3.8 | 6.5 | 1.4 | 1.2 | 0.2 | 1.5 | 2.6 | 8.6  |
| 7  | Randy Brown    | 24   | 75 | 34 | 23.0 | 3.0 | 6.5  | .463 | 0.0 | 0.1 | .333 | 1.5 | 2.1 | .732 | 1.0 | 1.8 | 2.8 | 2.6 | 1.4 | 0.5 | 1.6 | 2.7 | 7.6  |
| 8  | Duane Causwell | 24   | 55 | 45 | 22.0 | 3.2 | 5.8  | .545 | 0.0 | 0.0 | .000 | 1.9 | 3.0 | .624 | 2.0 | 3.5 | 5.5 | 0.6 | 0.6 | 1.6 | 1.1 | 3.5 | 8.2  |
| 9  | Rod Higgins    | 33   | 69 | 4  | 20.7 | 2.9 | 7.0  | .412 | 0.6 | 1.9 | .323 | 1.9 | 2.2 | .861 | 1.0 | 1.8 | 2.8 | 1.7 | 0.7 | 0.4 | 0.9 | 2.0 | 8.3  |
| 10 | Pete Chilcutt  | 24   | 59 | 9  | 14.1 | 2.8 | 5.8  | .485 | 0.0 | 0.0 |      | 0.5 | 0.8 | .696 | 1.4 | 1.9 | 3.3 | 1.1 | 0.4 | 0.4 | 0.9 | 1.7 | 6.1  |
| 11 | Jim Les        | 29   | 73 | 0  | 12.1 | 1.5 | 3.5  | .425 | 0.9 | 2.1 | .429 | 0.6 | 0.7 | .840 | 0.3 | 0.9 | 1.2 | 2.3 | 0.5 | 0.1 | 0.7 | 1.1 | 4.5  |
| 12 | Kurt Rambis    | 34   | 67 | 1  | 11.7 | 0.9 | 1.8  | .516 | 0.0 | 0.0 | .000 | 0.6 | 0.9 | .667 | 1.1 | 2.2 | 3.3 | 0.8 | 0.6 | 0.3 | 0.5 | 1.8 | 2.5  |
| 13 | Marty Conlon   | 25   | 46 | 0  | 10.2 | 1.8 | 3.7  | .474 | 0.0 | 0.1 | .000 | 1.2 | 1.8 | .704 | 1.0 | 1.6 | 2.7 | 0.8 | 0.3 | 0.1 | 0.6 | 0.9 | 4.8  |
| 14 | Henry James    | 27   | 8  | 0  | 9.9  | 2.5 | 5.6  | .444 | 0.4 | 1.3 | .300 | 2.1 | 2.5 | .850 | 0.8 | 0.5 | 1.3 | 0.1 | 0.4 | 0.0 | 0.9 | 1.1 | 7.5  |
| 15 | Vincent Askew  | 26   | 9  | 0  | 8.4  | 0.9 | 1.9  | .471 | 0.0 | 0.0 |      | 1.2 | 1.7 | .733 | 0.8 | 0.4 | 1.2 | 0.6 | 0.2 | 0.1 | 0.9 | 1.2 | 3.0  |
| 16 | Stan Kimbrough | 26   | 3  | 0  | 5.0  | 0.7 | 2.0  | .333 | 0.3 | 0.7 | .500 | 0.0 | 0.0 |      | 0.0 | 0.0 | 0.0 | 0.3 | 0.3 | 0.0 | 0.0 | 0.3 | 1.7  |

## Galardones y récords
| Jugador        | Galardón                                |
| Walt Williams  | 2.º Mejor quinteto de rookies de la NBA |
| Mitch Richmond | All-Star                                |